# Dream Evil
Dream Evil är ett svenskt heavy metal/power metal-band. De debuterade 2002 med albumet Dragonslayer och har sedan dess släppt albumen Evilized, The Book Of Heavy Metal, United, In the Night och SIX. Namnet är taget från Dios album "Dream Evil" från 1987.

## Medlemmar
Nuvarande medlemmar
- Pete Pain (Peter Stålfors) – basgitarr (1999–2005, 2005– )
- Ritchie Rainbow (Fredrik Nordström) – rytmgitarr, keyboard (1999– )
- Nick Night (Niklas Isfeldt) – sång (1999–2005, 2005– )
- Mark Black (Markus Fristedt) – gitarr (2004–2007, 2013– )
- Sir N (Sören Fardvik) – trummor (2019– )

Tidigare medlemmar
- Gus G. (Konstantinos Karamitroudis / Κωνσταντίνος Καραμητρούδης) – sologitarr (1999–2004)
- Snowy Shaw (Tommy Helgesson) – trummor (2002–2006)
- Jake E. Berg (Joacim Lundberg) – sång (2005)
- Pat Power (Patrik Jerksten) – trummor (2006–2019)
- Danne Demon (Daniel Varghamne) – sologitarr (2007–2013)

Turnerande medlemmar
- Klas Bas – basgitarr (2004)

## Diskografi

### Dragonslayer (2002)
1. Chasing the Dragon
2. In Flames You Burn
3. Save Us
4. Kingdom of the Damned
5. The Prophecy
6. The Chosen Ones
7. Losing You
8. The 7th Day
9. Heavy Metal in the Night
10. H.M.J.
11. Hail to The King
12. Outro

### Evilized (2003)
1. Break the Chains
2. By My Side
3. Fight You 'Till the End
4. Evilized
5. Invisible
6. Bad Dreams
7. Forevermore
8. Children of the Night
9. Live a Lie
10. Fear the Night
11. 11.Made of Metal
12. 12.The End

### The Book of Heavy Metal (2004)
1. The Book of Heavy Metal
2. Into the Moonlight
3. The Sledge
4. No Way
5. Crusaders' Anthem
6. Let's Make Rock
7. Tired
8. Chosen Twice
9. Man or Mouse
10. The Mirror
11. Only for the Night
12. Unbreakable Chain

### United (2006)
1. Fire! Battle! In Metal!
2. United
3. Blind Evil
4. Evilution
5. Let Me Out
6. Higher on Fire
7. Kingdom at War
8. Love Is Blind
9. Falling
10. Back From the Dead
11. Doomlord
12. My Number One

United bonusskiva
1. Calling Your Name
2. Dynamite
3. I Will Never
4. Vengeance

### Gold Medal in Metal (2008)
I. Live Maerd (liveshow)
1. United
2. Blind Evil
3. Fire! Battle! In Metal!
4. In Flames You Burn
5. Crusaders' Anthem
6. Back From the Dead
7. Higher on Fire
8. The Prophecy
9. Made of Metal
10. Heavy Metal in the Night
11. Let Me Out
12. The Chosen Ones
13. The Book of Heavy Metal
14. Chasing the Dragon
15. Children of the Night

II. Videoklipp
1. Fire! Battle! In Metal!
2. Blind Evil
3. The Book of Heavy Metal
4. Children of the Night

III. Intervju
1. The band's beginning and the inspirations...
2. The "album by album commentary"
3. Why is there a difference between Dream Evil and other bands?
4. The new line-up...
5. The section where you can ask each other questions for all viewers
6. The next goals for Dream Evil
7. The famous last words...
8. The encore...

Silver Medal - Alive
CD, skiva 1 (livealbum med samma låtar som Live Maerd)
1. United
2. Blind Evil
3. Fire! Battle! In Metal!
4. In Flames You Burn
5. Crusaders' Anthem
6. Back From the Dead
7. Higher on Fire
8. The Prophecy
9. Made of Metal
10. Heavy Metal in the Night
11. Let Me Out
12. The Chosen Ones
13. The Book of Heavy Metal
14. Chasing the Dragon
15. Children of the Night

Bronze Medal - Archive
CD, skiva 2
1. Dominator
2. Fight for Metal
3. December 25th
4. Pain Patrol
5. Lady of Pleasure
6. Chapter 6
7. Gold Medal in Metal
8. Point of No Return
9. The Enemy
10. Hero of Zeroes
11. Bringing the Metal Back
12. Betrayed
13. Evilized (unplugged)
14. Dragonheart
15. Take the World
16. Crusader's Anthem (demo)
17. Touring Is My Life (live)

### In the Night (2010)
1. Immortal
2. In the Night
3. Bang Your Head
4. See the Light
5. Electric
6. Frostbite
7. On the Wind
8. The Ballad
9. In the Fires of the Sun
10. Mean Machine
11. Kill, Burn, Be Evil
12. The Unchosen One

### Six (2017)
1. Dream Evil
2. Antidote
3. Sin City
4. Creature of the Night
5. Hellride
6. Six Hundred and 66
7. How To Start a War
8. The Murdered Mind
9. Too Loud
10. 44 Riders
11. Broken Wings
12. We Are Forever